# Mel·lífer d'Adolfina
El mel·lífer d'Adolfina (Myzomela adolphinae) és un ocell de la família dels melifàgids (Meliphagidae). Viu a la vegetació secundària i terres de conreu de les muntanyes del nord-oest, est i sud-est de Nova Guinea.